# 奥什特拉卢卡
奥什特拉卢卡（塞尔维亚语：／），是波斯尼亚和黑塞哥维那实体之一塞族共和國的市镇。市镇面积为204.91平方公里，2013年人口数量为2,786人，其中782人居住在同名村庄内。
该市镇位于塞族共和国的西北部、波士尼亞克拉伊納地区的中部。之前称为塞族桑斯基莫斯特（Српски Сански Мост），是从战前的桑斯基莫斯特市镇根据析出。桑斯基莫斯特市镇的剩余部分隶属于波黑另一实体波黑联邦。

## 人口
|            | 2013年         | 1991年         |
| 总计       | 2,786 (100,0%) | 2,117 (100,0%) |
| 塞族       | 2,580 (92,61%) | 1,407 (66,46%) |
| 克族       | 160 (5,743%)   | 401 (18,94%)   |
| 波族       | 23 (0,826%)    | 261 (12,33%)   |
| 其他       | 23 (0,826%)    | 16 (0,756%)    |
| 南斯拉夫人 |                | 32 (1,512%)    |

## 图集

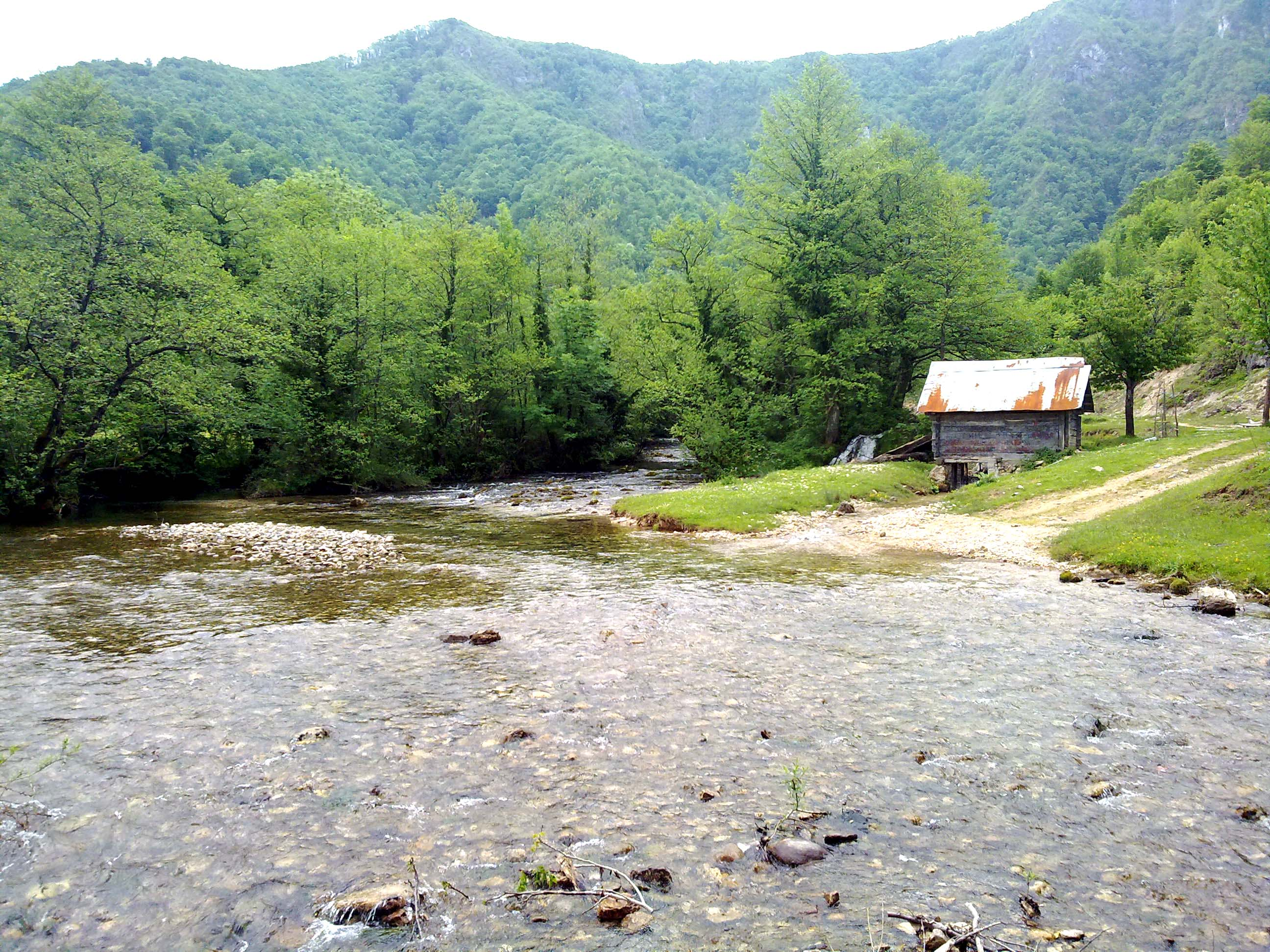
风景
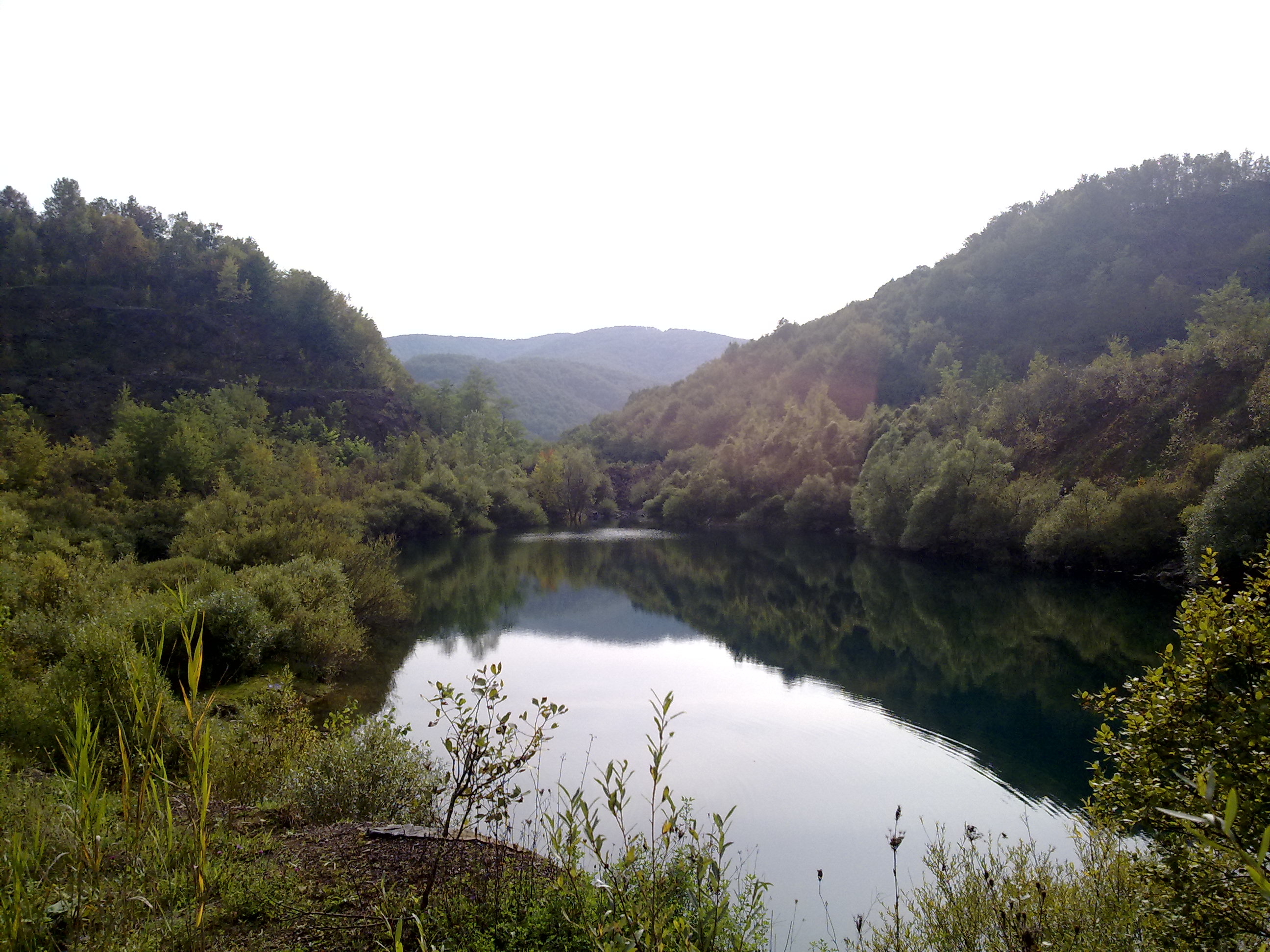
湖泊
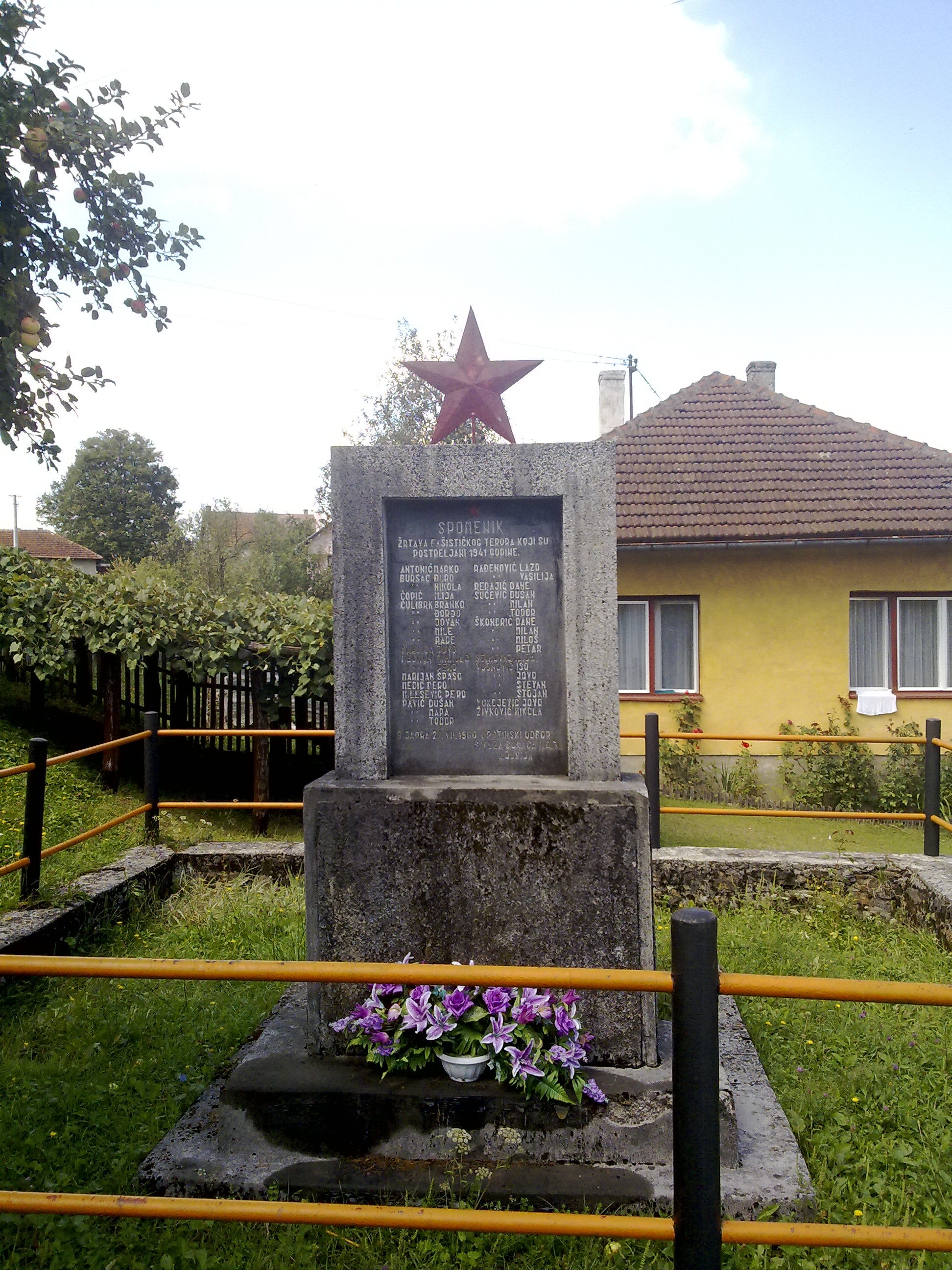
法西斯恐怖受难者纪念碑